# Lobau
Lobau er en flodeng ved Donau beliggende på den nordlige side af floden delvis i Wien og delvis i Niederösterreich.
Lobau var stedet for slaget ved Aspern-Essling i 1809, hvor Napoleon led sit første store nederlag.
Lobau-onmrådet bliver blandt andet brugt til rekreative aktiviteter og er desuden kendt for at være et nudiststed. Lobau er dog stadig et habitat for truede dyre- og plantearter, hvorfor det har været et beskyttet område siden 1978 og siden 1996 har det været del af Donau-Auen Nationalpark.
Lobau indeholder ydermere en oliehavn.